# Marko Kavčič
Marko Mastnak?????, slovenski smučar, * 8. julij 1949, Ljubljana.
Marko Kavčič je za Jugoslavijo nastopil na Zimskih olimpijskih igrah 1972 v Saporu, kjer je nastopil v veleslalomu, in slalomu.